# اینتالی (استان قراغندی)
اینتالی (انگلیسی: Intaly) یک شهرک در استان قراغندی کشور قزاقستان است.